# فراکسیون حزب مردم اروپا
فراکسیون حزب مردم اروپا (انگلیسی: European People's Party group) یا (EPP Group) یک گروه سیاسی در پارلمان اروپاست که نمایندگان حزب مردم اروپا در پارلمان اروپا را در بر می‌گیرد. در این راستا، بین حزب مردم اروپا و فراکسیون حزب مردم اروپا تمایز وجود دارد.
حزب مردم اروپا عمدتاً شامل سیاستمداران گرایش دموکرات مسیحی، محافظه‌کاران و لیبرال محافظه‌کاران است.

## تأسیس
حزب مردم اروپا به‌طور رسمی به عنوان یک حزب سیاسی اروپایی در سال ۱۹۷۶ تأسیس شد ولی گروه حزبی مردم اروپا از سال ۱۹۵۳ در شکل‌های مختلف وجود داشته‌است، از مجمع عمومی انجمن زغال سنگ و فولاد اروپا، که آن را به یکی از قدیمی‌ترین گروه‌های سیاسی اروپا تبدیل کرده‌است. حجم این فراکسیون در همه نهادهای اتحادیه اروپا تأثیرگذاری خود را داشته و از سال ۱۹۹۹ بزرگترین گروه سیاسی در پارلمان اروپا بوده‌است. در شورای اروپایی، ۱۴ تن از ۲۸ رئیس دولت کشورهای عضو، از اعضای فراکسیون مردم اروپا هستند و ۱۳ عضو از ۲۸ کمیسر نیز از احزاب وابسته به فراکسیون حزب مردم اروپا هستند.